# من می‌گویم زیرا من می‌توانم
«من می‌گویم زیرا من می‌توانم» (انگلیسی: I Speak Because I Can) دومین آلبوم از هنرمند اهل بریتانیا لارا مارلینگ است. مارلینگ با پشتوانه این آلبوم برنده جایزه بریت شد.

## اعضا
- لارا مارلینگ – آواز، گیتار
- مارکوس مامفرد – درامز
- وینستن مارشال – بانجو
- تد دوین – دابل باس
- تام هابدن – فیدل
- روث ده توربرویل – ویلن سل
- پیت رو – کیبورد